# ADAC Fórmula 4
ADAC Fórmula 4 (em alemão:  ADAC Formel 4) foi uma categoria de corridas de fórmula baseada e disputada na Alemanha de 2015 a 2022. A ADAC Fórmula 4 substituiu a ADAC Formel Masters, realizada entre 2008 e 2014.

## História
A ADAC Fórmula 4 foi lançada oficialmente pela ADAC (Clube Geral Automobilístico Alemão) em 16 de julho de 2014,  com sua temporada inaugural ocorrendo em 2015, sendo regulamentada pelas regras gerais da Fórmula 4, lançadas em março de 2013.
Após a temporada de 2022, na qual se viu a categoria com um grid pequeno, teve-se uma longa espera pelo calendário da temporada de 2023. Isso, unido as especulações da tomada da DTM pela ADAC (o que de fato aconteceu em 2 de dezembro de 2022), boatos foram levantados de que o campeonato seria descontinuado. No dia 3 de dezembro, a ADAC anunciou que a ADAC Fórmula 4 não mais teria continuidade para a temporada de 2023. Os altos custos comparados a outros campeonatos da Fórmula 4 e os pequenos grids foram os motivos para o cancelamento da categoria. Somente onze pilotos foram registrados para a última etapa da ADAC Fórmula 4, em Nürburgring, enquanto a Fórmula 4 Italiana manteve um grid de 41 pilotos em suas etapa em Mugello.

## Carros
A ADAC Fórmula 4, como categoria monomarca, utilizava somente um modelo de carro. Inicialmente, foi utilizado o F4-T014, que é produzido pela italiana Tatuus, sendo um monocoque em fibra de carbono, porém, esse modelo foi trocado pelo F4-T421, também produzido pela Tatuus, também sendo um monocoque em fibra de carbono.
Ambos os carros eram propulsados por um motor Autotechnica Motori (nomeado como Abarth) FTJ 1.4L 4-cil, gerando 162 cv (119 kW), sendo acoplado a uma transmissão Sadev, semiautomática de seis velocidades e calçando pneus Pirelli.

## Campeões

### Pilotos
| Ano  | Piloto                | Equipe                | Poles | Vitórias | Pódios | Voltas Mais Rápidas | Pontos | Margem |
| ---- | --------------------- | --------------------- | ----- | -------- | ------ | ------------------- | ------ | ------ |
| 2015 | Marvin Dienst         | HTP Junior Team       | 7     | 8        | 14     | 6                   | 347    | 48     |
| 2016 | Joey Mawson           | Van Amersfoort Racing | 7     | 10       | 16     | 5                   | 374    | 52     |
| 2017 | Jüri Vips             | Prema Powerteam       | 0     | 2        | 7      | 0                   | 245.5  | 4.5    |
| 2018 | Lirim Zendeli         | US Racing– CHRS       | 8     | 10       | 13     | 8                   | 348    | 114    |
| 2019 | Théo Pourchaire       | US Racing– CHRS       | 6     | 4        | 12     | 2                   | 258    | 7      |
| 2020 | Jonny Edgar           | Van Amersfoort Racing | 5     | 6        | 12     | 6                   | 300    | 2      |
| 2021 | Oliver Bearman        | Van Amersfoort Racing | 5     | 6        | 11     | 4                   | 295    | 26     |
| 2022 | Andrea Kimi Antonelli | Prema Powerteam       | 7     | 9        | 12     | 8                   | 313    | 47     |

### Equipes
| Ano  | Equipe                | Poles | Vitórias | Pódios | Voltas Mais Rápidas | Pontos | Margem |
| ---- | --------------------- | ----- | -------- | ------ | ------------------- | ------ | ------ |
| 2016 | Prema Powerteam       | 4     | 4        | 17     | 3                   | 459.5  | 4.5    |
| 2017 | Prema Powerteam       | 2     | 5        | 20     | 2                   | 597.5  | 171    |
| 2018 | US Racing– CHRS       | 8     | 11       | 19     | 11                  | 562    | 41     |
| 2019 | US Racing– CHRS       | 7     | 7        | 27     | 7                   | 528    | 41     |
| 2020 | Van Amersfoort Racing | 9     | 11       | 27     | 11                  | 651    | 41     |
| 2021 | Van Amersfoort Racing | 5     | 8        | 22     | 5                   | 295    | 26     |
| 2022 | Prema Powerteam       | 9     | 12       | 34     | 13                  | 594    | 63     |

### Novatos
| Ano  | Piloto           | Equipe                  | Poles | Vitórias (Novatos) | Pódios | Voltas Mais Rápidas | Pontos (Novatos) | Margem |
| ---- | ---------------- | ----------------------- | ----- | ------------------ | ------ | ------------------- | ---------------- | ------ |
| 2015 | David Beckmann   | ADAC Berlin-Brandenburg | 0     | 1 (10)             | 4      | 1                   | 166 (396)        | 69     |
| 2016 | Nicklas Nielsen  | Neuhauser Racing        | 0     | 0 (6)              | 3      | 1                   | 106 (317)        | 14     |
| 2017 | Mick Wishofer    | Lechner Racing          | 0     | 0 (11)             | 0      | 0                   | 1 (383.5)        | 72.5   |
| 2018 | David Schumacher | US Racing– CHRS         | 0     | 0 (8)              | 0      | 0                   | 103 (332)        | 31     |
| 2019 | Roman Staněk     | US Racing– CHRS         | 0     | 2 (10)             | 5      | 2                   | 165 (412)        | 89     |
| 2020 | Tim Tramnitz     | US Racing               | 0     | 1 (8)              | 6      | 0                   | 226 (386)        | 93     |
| 2021 | Nikita Bedrin    | Van Amersfoort Racing   | 0     | 2(11)              | 5      | 0                   | 147 (362)        | 23     |
| 2022 | Rafael Câmara    | Prema Powerteam         | 2     | 1(11)              | 9      | 2                   | 193 (285)        | 16     |

## Circuitos
| Circuitos                     | Etapas | Anos                  |
| ----------------------------- | ------ | --------------------- |
| Hockenheimring                | 12     | 2015–2022             |
| Nürburgring                   | 10     | 2015–2022             |
| Motorsport Arena Oschersleben | 9      | 2015–2020             |
| Red Bull Ring                 | 7      | 2015–2021             |
| Lausitzring                   | 7      | 2015–2018, 2020, 2022 |
| Sachsenring                   | 5      | 2015–2017, 2019, 2021 |
| Zandvoort                     | 4      | 2016, 2019, 2021–2022 |
| Spa-Francorchamps             | 2      | 2015, 2022            |